# IC 4201
IC 4201 је спирална галаксија у сазвјежђу Ловачки пси која се налази на листи објеката дубоког неба у Индекс каталогу.
Деклинација објекта је + 35° 50' 2" а ректасцензија 13h 7m 51,3s. Привидна величина (магнитуда) објекта IC 4201 износи 15,0 а фотографска магнитуда 15,8. IC 4201 је још познат и под ознакама MCG 6-29-42, PGC 45490.